# 低迷樂團
低迷樂團（英語：All Time Low）是美国的一个摇滚樂團，2003年成立于馬利蘭州的陶森。团队成员包括主唱和节奏吉他手亚历克斯·加斯卡斯、主音吉他手杰克·巴拉卡特、贝斯手与和声扎克·梅里克，以及鼓手瑞安·道森。乐队的名字取自光宗耀祖合唱團歌曲〈Head on Collision〉的歌词。

## 歷史

### 2003-06年：組成與《The Party Scene》
低迷樂團是一個在美國馬里蘭州發跡的流行龐克樂團，於2003年成立，當時四個團員還是高中生，與唱片公司Emerald Moon Records簽約 。
他們於2005年發行首張專輯《The Party Scene》，隔年被簽入Hopeless Record，發行《Put Up or Shut Up》EP，打進美國獨立唱片排行榜前20名。

### 2007-2008年：《So Wrong, It's Right》
第二張專輯《So Wrong, It's Right》於2007年發行，登上公告牌二百强专辑榜第62名以及美國獨立唱片排行榜第六名，專輯中的〈Dear Maria, Count Me In〉是低迷樂團第一首打入《公告牌》百强单曲榜（第86名）的單曲，這首歌是描寫關於他們家鄉脫衣舞孃的歌。

### 2009-2010年：《Nothing Personal》

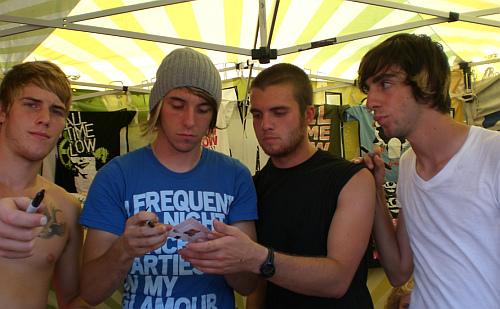
2010年的低迷樂團（从左到右分别是：扎克·梅里克、亚历克斯·加斯卡斯、莱恩·道森和杰克·巴拉卡特）

2009年七月發行第三張專輯《Nothing Personal》，銷售一週後甫攻《公告牌》二百强专辑榜的第四名，賣出63,000張，是他們出道至今成績最好的一張專輯。

### 2011年：《Dirty Work》
在2009年11月與Hopeless Records合約到期後加入了Interscope Records，並在2011年六月發行第四張專輯《Dirty Work》。

### 2012-2013年：《Don't Panic》
2012年5月離開Interscope Records，並放上首發專輯單曲〈The Reckless and the Brave〉於官網免費下載，7月合約簽給舊東家Hopeless Records，於10月9日發行第五張錄音室專輯《Don't Panic》。
2013年8月18日，低迷樂團來台舉辦演唱會。同年9月，重新發行《Don't Panic》加長版《Don't Panic: It's Longer Now!》，加入四首新歌，以及添加原專輯四首不插電版本。

### 2015年：《Future Hearts》
2015年4月7日發行第六張錄音室專輯《Future Hearts》。

## 乐队成员
| 现任成员 - 亚历克斯·加斯卡斯 – 主唱、节奏吉他（2003–现在） - 杰克·巴拉卡特（Jack Barakat） – 主音吉他、合音（2003–现在） - 里安·道森（Rian Dawson） – 鼓手、打击乐（2003–现在） - 扎克·梅里克（Zack Merrick） – 贝斯吉他、合音（2003–现在） 前成员 - 克里斯·科尔蒂莱洛（Chris Cortilello） – 贝斯吉他（2003） - TJ·伊尔（TJ Ihle） – 主音吉他、合音（2003） | 巡演成员 - 丹·斯旺克（Dan Swank） – 节奏吉他、键盘、合音、打击乐（2020–现在） - 布莱恩·多纳休（Bryan Donahue） – 节奏吉他、合音（2013–2020） - 马特·科卢西（Matt Colussy） – 节奏吉他（2011–2013） - 马特·弗利齐克（Matt Flyzik） – 合音（2006–2013） |

## 音乐作品
录音室专辑
- 《The Party Scene》 (2005)
- 《So Wrong, It's Right（英语：So Wrong, It's Right）》 (2007)
- 《Nothing Personal（英语：Nothing Personal (All Time Low album)）》 (2009)
- 《Dirty Work（英语：Dirty Work (All Time Low album)）》 (2011)
- 《Don't Panic（英语：Don't Panic (All Time Low album)）》 (2012)
- 《Future Hearts（英语：Future Hearts）》 (2015)
- 《Last Young Renegade（英语：Last Young Renegade）》 (2017)
- 《Wake Up, Sunshine（英语：Wake Up, Sunshine）》 (2020)
- 《Tell Me I'm Alive（英语：Tell Me I'm Alive）》 (2023)

## 影视作品列表
演唱会电影
- Tell Me I'm Alive (2023)

## 巡回演唱会

### 领衔表演
- Manwhores and Open Sores Tour (2008)
- AP Tour 2008 (2008)
- Shortest Tour Ever (2008)
- The Compromising of Integrity, Morality and Principles in Exchange for Money Tour (2008)
- The Glamour Kills Tour (2009)
- A Love Like War (2014)

### 开场表演
- 打倒男孩 – Believers Never Die Tour Part Deux Tour (2009)

## 外部連結
- Official website（页面存档备份，存于）
- All Time Low Facebook（页面存档备份，存于）
- All Time Low Taiwan Facebook（页面存档备份，存于）